# Ірен Жоліо-Кюрі
Ірен Жоліо-Кюрі (фр. Irène Joliot-Curie, до шлюбу — Кюрі; 12 вересня 1897, Париж — 17 березня 1956, Париж) — французька науковиця в сфері хімії та радіобіології. Лауреатка Нобелівської премії з хімії 1935 року (спільно з Фредеріком Жоліо).

## Біографія
Народилася в Парижі старшою з двох дочок Марії Склодовської-Кюрі та П'єра Кюрі.
Марія Кюрі вперше отримала радій, коли Ірен був 1 рік. Поки мати працювала в лабораторії, Ірен бавив дід по лінії батька, лікар Ежен Кюрі, який допомагав повстанцям революції 1848 і Паризькій комуні 1871 року. Ліберальні соціалістичні переконання і антиклерикалізм діда вплинули на формування політичних поглядів Ірен.
У 10 років, за рік до смерті батька, Ірен Кюрі почала навчатися в кооперативній школі, організованій матір'ю та кількома її колегами, зокрема фізиками Полем Ланжевеном і Жаном Перреном, які також викладали там. Два роки по тому вступила до Коледжу Севіньє (фр. Collège Sévigné), закінчивши його напередодні Першої світової війни. Продовжила освіту в Сорбонні, на кілька місяців перервавши навчання для роботи медсестрою у військовому госпіталі та асистуючи матері у виконанні рентгенограм.
Після війни Ірен Кюрі працює асистенткою-дослідницею в очолюваному матір'ю Інституті радію, а з 1921 року здійснює самостійні дослідження.
Її перші досліди були пов'язані з вивченням радіоактивного полонію — елементу, відкритого її батьками понад 20 років тому. Оскільки явище радіації було пов'язане з розпадом атома, його вивчення давало надію пролити світло на структуру атома. Ірен Кюрі вивчала флуктуації, що спостерігалися у потоках альфа-часток, які викидалися із великою швидкістю під час розпаду атомів полонію. На альфа-частки, які складаються з 2 протонів і 2 нейтронів і, отже, є ядрами гелію, як на матеріал для вивчення атомної структури вперше вказав англійський фізик Ернест Резерфорд. 1925 року за дослідження цих частинок Ірен Кюрі здобула докторський ступінь.
Найвизначніші з досліджень Ірен Кюрі розпочала кількома роками пізніше, в тандемі з колегою, асистентом Інституту радію Фредеріком Жоліо, з яким одружилася в 1926 році.
1930 року німецький фізик Вальтер Боте виявив, що деякі легкі елементи (серед них берилій і бор) випромінюють потужну радіацію під час бомбардування їх альфа-частинками. Зацікавившись проблемами, які виникли в результаті цього відкриття, Ірен Кюрі з чоловіком приготували особливо потужне джерело полонію для отримання альфа-часток і застосувала сконструйовану ним чутливу конденсаційну камеру, щоб фіксувати проникну радіацію, яка виникала таким чином.
Вони виявили, що коли між берилієм чи бором і детектором вміщується пластинка речовини з високим вмістом водню, то спостерігається майже вдвічі вищий рівень радіації. Жоліо-Кюрі пояснили виникнення цього ефекту тим, що прониклива радіація вибиває окремі атоми водню, надаючи їм величезної швидкості. Попри те, що ні Кюрі, ні Жоліо не зрозуміли суті цього процесу, проведені ними ретельні вимірювання проклали шлях для відкриття 1932 року Джеймсом Чедвіком нейтрон—електрично нейтральної складової більшості атомних ядер.
Продовжуючи дослідження, Жоліо-Кюрі прийшли до свого найзначнішого відкриття. Бомбардуючи альфа-частинками бор і алюміній, вони вивчали вихід позитронів (позитивно заряджених частинок, які за всіма іншими властивостями нагадують електрони), вперше відкритих 1932 року американським фізиком Карлом Андерсоном. Закривши отвір детектора тонким шаром алюмінієвої фольги, вони опромінили зразки алюмінію і бору альфа-частинками. На їх здивування, вихід позитронів продовжувався протягом кількох хвилин після того, як було усунено полонієве джерело альфа-часток. Пізніше Жоліо-Кюрі дійшли висновку, що частина атомів алюмінію та бору перетворилася на нові хімічні елементи. Більш того, ці нові елементи були радіоактивними: поглинаючи 2 протони і 2 нейтрони альфа-часток, алюміній перетворився на радіоактивний фосфор, а бор — на радіоактивний ізотоп азоту. Протягом короткого часу Жоліо-Кюрі отримали багато нових радіоактивних елементів.
1935 року Ірен Жоліо-Кюрі та Фредеріку Жоліо було присуджено Нобелівську премію з хімії «за виконаний синтез нових радіоактивних елементів». У вступній промові від імені Шведської королівської академії наук К. В. Пальмаєр нагадав Ірен Кюрі про церемонію вручення Нобелівської премії з хімії її матері 24 роки тому: «У співпраці з вашим чоловіком Ви гідно продовжуєте цю блискучу традицію».
Через рік після отримання Нобелівської премії Ірен Жоліо-Кюрі стала повною професоркою Сорбонни, де читала лекції з 1932 року. Вона також зберегла за собою посаду в Інституті радію і продовжувала досліджувати радіоактивність. Наприкінці 1930-х років Жоліо-Кюрі, працюючи з ураном, зробила кілька важливих відкриттів і впритул підійшла до відкриття того, що під час бомбардування нейтронами відбувається поділ (розщеплення) ядра урану. Повторивши її досліди, німецький фізик Отто Ган і його колеги Фріц Штрасман і Ліза Мейтнер 1938 року виявили вимушений поділ ядер урану.
Тим часом Ірен Жоліо-Кюрі почала все більшу увагу приділяти політичній діяльності й 1936 року протягом чотирьох місяців працювала помічницею статс-секретаря у науково-дослідницьких справах в уряді Леона Блюма. Незважаючи на німецьку окупацію Франції 1940 року, Жоліо-Кюрі з чоловіком залишилася в Парижі, де він брав участь у русі Опору. 1944 року у гестапо з'явилися підозри щодо його діяльності, й, коли він того ж року пішов у підпілля, Жоліо-Кюрі з двома дітьми втекла до Швейцарії, де залишалася до звільнення Франції.
1946 року Ірен Жоліо-Кюрі призначена директоркою Інституту радію. Крім того, з 1946 до 1950 року вона працювала в Комісаріаті з атомної енергії Франції. Завжди глибоко стурбована проблемами соціального і інтелектуального прогресу жінок, вона входила до складу Національного комітету Союзу французьких жінок і працювала у Всесвітній Раді Миру.
Праця з радіоактивними елементами завдала великої шкоди здоров'ю науковиці, і, як і мати, вона захворіла на невиліковну тоді лейкемію. Частково це могло бути спричинено випадковим опроміненням, отриманим Жоліо-Кюрі після вибуху полонієвої капсули на її лабораторному столі 1946 року. Проте в 1940-ві техніки безпеки у поводженні з радіоактивними матеріалами просто не існувало, і часто їх брали голими руками[джерело?]. До початку 1950-х років її здоров'я стало погіршуватися, імовірно, внаслідок отриманої дози радіації.
Ірен Жоліо-Кюрі померла в Парижі 17 березня 1956 року від гострої лейкемії.
Висока і худа, прославлена своїм терпінням і рівним характером, Жоліо-Кюрі дуже любила плавати, ходити на лижах і здійснювати гірські прогулянки.

## Пам'ять
Крім Нобелівської премії, Ірен Жоліо-Кюрі була удостоєна почесних ступенів багатьох університетів і була членкинею багатьох наукових товариств. 1940 року їй було вручено золоту медаль Барнарда за видатні наукові заслуги, присуджену Колумбійським університетом. Жоліо-Кюрі була кавалеркою ордена Почесного легіону Франції.
На її честь названо вулиці Одеси та Рівного (вул. Жоліо-Кюрі). Загалом на честь сім'ї Кюрі названо щонайменше чотири вулиці в Україні: крім Одеси та Рівного, в Дніпра є вулиця Марії Кюрі, а в Кривому Розі — вулиця Кюрі.

## Бібліогріфія
- Черрато Симона. Радіоактивність у родині: Невигадане життя Марії та Ірен Кюрі / Пер. з італ. — К.: «К.І.С.», 2006. — 104 с.: іл. — (Жінки в науці).
- Marianne Chouchan, Irène Joliot-Curie ou La science au cœur, Le Livre de Poche Jeunesse, 1998, ISBN 2-01-321510-X